# Djibril Cissé
Djibril Aruun Cissé (Arles, 1981. augusztus 12. –) francia labdarúgó.
Saját magát alakította a Taxi 4 című francia vígjátékban. Pályafutása befejezése után pedig DJ lett, fellépett többek közt Mariah Carey koncertjén is. Védjegye haja, mely szinte minden meccsén máshogy nézett ki.
Cissé pályafutását az Arles-Avignon csapatánál kezdte, ekkor mindössze nyolcéves volt. Ezek után hat hónapig a Nîmes klub akadémiáján tevékenykedett. Két év auxerrei kitérő után 18 éves kora előtt megadatott neki a lehetőség, hogy a profik között debütáljon. Hat szezont húzott le, 166 mérkőzésen 90 gólt szerzett.
2004-ben a Liverpool számára nagy igazolás volt, ám sérülései visszafogták jó teljesítményét. A Mersey-partiak kölcsönadták a Marseille csapatának, úgy vélték, hogy ott majd a több játéklehetőség jóvoltából jó labdarúgót faragnak belőle, Cissé azonban nem tért vissza Angliába, maradt a kékeknél. Az Anfielden összességében 83 mérkőzésen láthatták a 'Pool fanatikusai, 26 góllal meg is jutalmazta őket.
Franciaország után ismét Anglia következett, Cissé ezúttal a Sunderland csapatát választotta. 39 mérkőzésen 11 gólt szerzett.
2009-ben a görög Panathinaikósz játékosa lett, ám a második szezonjában a nagy rivális klub, az Olimbiakósz rasszista szurkolói miatt elhagyta az egyesületet, a támadó Olaszországba, a római Lazio csapatához szerződött.Itt nem ment neki annyira a játék, ezért 2012 januárjában az angol első osztályú QPR-hez igazolt.Első mérkőzésén a 12. percben lőtt góllal mutatkozott be az Aston Villa ellen.

## Pályafutása

### AJ Auxerre
Cissé 15 évesen írt alá a francia AJ Auxerre-hez. Fiatalkorában megnyerte a Coupe Gambardella sorozatot, mely megegyezik Angliában az FA Ifjúsági Kupával.
Az első két szezonjában Cissé csak három mérkőzésen szerepelt, gólokat nem szerzett.
A 2000–2001-es szezonban mutatta meg igazán tehetségét, ekkor már 28-szor kapott lehetőséget kezdőként, és nyolc gólt szerzett. 2003 májusában a támadó csapatával megnyerte a Francia kupát. ezek után következett egy Trophée des Champions döntő számára, csapata azonban vereséget szenvedett az Olympique Lyonnais ellen 2–1-re.
A 2001–02-es szezonban és a 2003–2004-es szezonban Cissé lett a bajnokság gólkirálya, a klubban összességében 128 bajnoki mérkőzésen lépett pályára 70 gólt szerezve.
A liverpooli gárda figyelt fel először tehetségére, meg is vette a támadót 14 millió fontért.

### Liverpool
Első évében, a 2004-05-ös szezonban a francia támadó 23 mérkőzésen lépett pályára és 11 gólt szerzett. Ezek után már csak 19 mérkőzésen tudott pályára lépni, mivel a következő évben a Blackburn Rovers ellen sérülést szenvedett, eltört a lába. Ezek után várható volt, hogy a Liverpool eladja a játékost, hiszen a szezon hátralévő részében már nem játszott. Azonban még 2005-ben a Bajnokok Ligájában a negyeddöntőben a Juventus ellen még lehetőséget kapott, a 75. percben állt be a mérkőzésen. Aztán egy bajnoki mérkőzésen, az Aston Villa ellen betalált, majd a Bajnokok Ligája döntőben berúgta a maga tizenegyesét az AC Milan ellen.
A 2005-2006-os szezonban a csapat akkori menedzsere, Rafael Benítez Cissét általában jobb oldali középpályásként játszatta, a támadó pedig nem vált alkalmassá arra, hogy betöltse ezt a szerepet, ezért kiszorult a kezdőcsapatból.
2005-ben azonban az UEFA-szuperkupa sikerhez két góllal járult hozzá, illetve a 2006-os szezon kezdetekor a West Ham ellen szerzett még egy gólt.

### Marseille
2005 nyarán már a média arról írt, hogy Cissé el fog költözni az Anfieldről. a Sky Sports sportújság állítása szerint az edző, Rafa Benítez rendelte el távozását. 2006 júliusában számoltak be arról, hogy a francia támadó hivatalosan is a Marseille játékosa.
2006. június 7-én azonban Cissé a francia válogatott Kína elleni mérkőzésén ismét sérülést szenvedett, bár azt gondolták, hamar felépül, azonban csak a januári átigazolási szezonban jött helyre a lába.

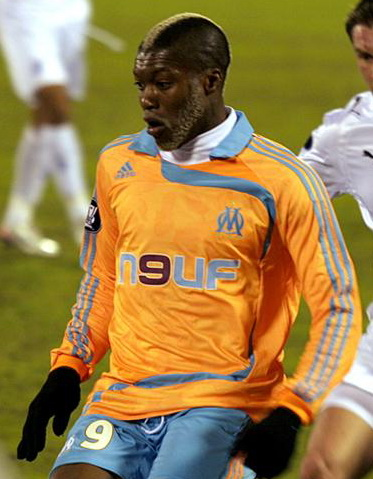
Cissé a Marseille játékosaként

2006. december 22-én szerezte meg első találatát a francia gárdában a Saint-Étienne ellen. Áprilisig azonban csak 14-szer lépett pályára és 4 gólt szerzett.
Cissét is olyan kritika illette, mint a korábbi francia játékost Jean-Pierre Papint, többnyire mindig a sérüléseire fogták a csapat hívei a gyenge játékteljesítményét.
2007. július 7-én jelentették be, hogy Cissét teljességében megveszik a Liverpooltól kerek 8 millió euróért. Azonban a csatárért néhány angol középcsapat is versenyzett, többek között a Blackburn Rovers, a Wigan Athletic, a Portsmouth, a Tottenham és a Bolton Wanderers. Erős ajánlattal bombázta meg a Manchester City csapata is. 
| „                                | Biztos, hogy Manchesterbe akart menni, ám amikor beszélt a klub vezetőivel, az ajánlatot ő és mi is elutasítottuk. | ” |
| – Pape Diouf, a Marseille elnöke | |   |

.
A Marseille színeiben Cissé legemlékezetesebb meccse a 2008. január 26-i Caen elleni 6–1-es győzelem lehet, ahol mesterhármast szerzett.

### Sunderland
2008. augusztus 20-án egy évre kölcsönbe igazolt az angol Sunderlandhez. Első gólját 2008. augusztus 23-án, debütálásakor szerezte a Sunderland-ben a Tottenham Hotspur ellen, miután a 65. percben csereként állt be. Gólja győztes találat volt, csapata 2–1-re nyert. Ugyanezen a pályán liverpooli bemutatkozásakor is eredményes volt. Néhány nappal később Cissé bejelentette azon szándékát, hogy végleg a klub játékosa legyen. Roy Keane – aki ekkor a Sunderland menedzsere volt – szintén támogatta az ötletet. A Tyne–Wear derby alkalmával 2008. október 25-én Cissé megszerezte harmadik gólját is csapata színeiben és 2–1 arányban megnyerték a találkozót. A Hull City felett aratott 4–1-es győzelem után Cissé kijelentette, hogy Roy Keane távozása ellenére ő szívesen maradna a klub szolgálatában. 2009. április 18-án a Hull City elleni 1–0-s győztes mérkőzés alkalmával megszerezte 10. találatát is a szezonban. Május 24-én kiderült, hogy a Sunderland nem él az elővásárlási lehetőségével, ezt követően pedig visszatért Marseillebe.

### Panathinaikósz
2009. június 25-én Cissé 4 éves szerződést kötött a görög Panathinaikósszal. Cissé becslések szerint 8 millió euróért érkezett a klubhoz, kivásárlási ára azonban 15.5 millió euró volt egy záradék meghatározása alapján. Állítólag a francia gólzsáknak a lapok szerint 2.5 millió euró az éves fizetése. Ő volt a bajnokság gólkirálya a 2009-10-es szezonnak. Az első évben Görögországban, Cissé 23 gólt lőtt, 28 mérkőzésen. Kupát és bajnokságot is nyert a csapatával.
2010. október 30-án két gólt lőtt (az egyiket büntetőből) a Olympiakos Pireus elleni 2-1-es hazai győzelem alkalmával. A Panathinaikósz csapatkapitánya volt a szezonban. A 2010-11-es szezonban Cissé ismét gólkirály lett. Két évnyi görög pályafutása alatt 50 bajnoki gólt szerzett, mindössze 60 mérkőzésen. Azonban Cissé később kijelentette, hogy nem szeretne maradni a klubnál, hiszen az ősi rivális Olimbiakósz fanatikusai rasszistán bántalmazták őt. Továbbá a csatár cáfolta a játékvezető döntését is, számára ugyanis nem volt les a 91. percben szerzett találatuk.
Cissé ezután elvesztette türelmét:

| „               | Döntést kell hoznom, elegem van. Ilyen körülmények között én nem tudok játszani. | ” |
| – Djibril Cissé |                                                                                  |   |

### Lazio
2011. július 12-én aláírt az olasz Lazio csapatával, Marchetti, Klose, Lulic, Konko, Cana és Stankevičius után Cissé volt a klub hetedik nagyobb igazolása a nyáron. Becslések szerint a francia éves fizetése 2,1 millió euró.

### Kubany Krasznodar
2013. július 3-án egyéves szerződést kötött az orosz Kubany Krasznodarral.

### SC Bastia
Mindössze fél évet töltött az orosz csapatnál, majd hazaigazolt a Bastiába.

### Visszavonulása
2015 nyarán az alsóbb osztályú Saint-Pierroise játékosa lett, de mindössze három hónap és egy bajnoki után bejelentette visszavonulását.

### Yverdon-Sport
2017. július 4-én, közel kétéves kihagyást követően bejelentette, hogy a svájci harmadosztályban szereplő Yverdon-Sports színeiben visszatér és folytatja pályafutását.

### Válogatott

#### Ifjúsági évek
Cissé eleinte az U19-es és az U21-es csapatban játszott, mielőtt bekerült volna a felnőttek közé.
Tagja volt a francia keretnek a 2001-es ifjúsági világbajnokságon, elég jól teljesített, öt mérkőzésen hat gólt szerzett, csapata a negyeddöntőig menetelt. Az iráni válogatott ellen mesterhármassal kezdett, majd a németek ellen kétszer volt eredményes.
Cissé részt vett 2004-ben az Európa-bajnokságon is, ő döntötte el a Portugália elleni meccset, a franciák mindkét gólját ő szerezte, a mérkőzésen azonban szándékosnak vélték a Márió Sérgio elleni belépőjét, és a 2004-es Európa-bajnokságon emiatt öt meccsen át nem léphetett pályára.

#### Profi évek
Cissé a francia válogatottban 21 évesen, 2002. május 18-án debütált Belgium ellen David Trezeguet cseréjeként a 48. percben. Az akkori menedzser, Roger Lemerre benevezte őt a 23 fős, 2002-es világbajnokságra készülő keretbe. Franciaország a világbajnokságon már a csoportkörben elvérzett, Cissé mindhárom mérkőzésen, Uruguay, Dánia, és Szenegál ellen is lehetőséget kapott. Továbbá a francia támadó bekerült a 2003-as konföderációs kupa keretébe, a válogatott megnyerte a tornát. Cissé szerezte a Kolumbia elleni meccsen a döntő gólt tizenegyesből.
Miután a 2004-es Európa bajnokságról eltiltották, a következő világverseny számára a két év múlva következő világbajnokság volt. Azonban a rajt előtt két nappal, a Kína elleni barátságos meccsen, Zeng Zi belépője után eltört a lába, így kénytelen volt lemondani a világversenyről, később nyílt törést diagnosztizáltak nála.

| „               | Nagyon nehéz feldolgozni Djibril esetét, elvesztette csapattársait és barátait, de visszatérése kemény lesz. | ” |
| – Thierry Henry | |   |

Később Cissé felépült, 2008-ban az Európa-bajnoki selejtezőkön részt vett, csak három mérkőzésen kapott lehetőséget, ez nem volt elég ahhoz, hogy bizonyítson, így tehát az edző Raymond Domenech nem nevezte be az Európa-bajnoki keretbe.
Miután Cissé egész jól teljesített a görög Panathinaikósz együttesében, és a 2010-es világbajnokság előtti felkészülési mérkőzésen a spanyoloknak rúgott egy győztes gólt, Domenech benevezte a csapatba. Az utolsó mérkőzésen, a házigazda Dél-Afrika ellen lépett pályára.
Bár Cissét továbbra is meghívták a válogatottba, nem tudott a csapat meghatározó egyénisége lenni.

## Sikerei, díjai

### Klubokban
Auxerre
- Gambardella kupa: 1999
- Francia kupa: 2002–03
- Francia szuperkupa ezüstérmes: 2003–04

Liverpool
- Bajnokok Ligája: 2005
- UEFA-szuperkupa: 2005
- FIFA-klubvilágbajnokság ezüstérmes: 2005
- FA-kupa: 2006

Marseille
- Francia kupa ezüstérmes: 2007

Panathinaikósz
- Görög bajnok: 2009–10
- Görög kupa: 2010

### Válogatott
Franciaország U19
- U19-es labdarúgó-Európa-bajnokság: 2000

Franciaország
- Konföderációs kupa: 2003
- Világbajnokság ezüstérmes: 2006

### Egyéni
- Francia bajnokság gólikárlya: 2001–02, 2003–04
- UNFP Ligue 1 a hónap játékosa: 2003, December
- UNFP Division 1 az év fiatal játékosa: 2001–02
- Görög bajnokság gólkirálya: 2010, 2011
- Görög bajnokság az év külföldi játékosa: 2010

## Statisztika

### Klubokban
2010. október 24. szerint:
| Csapat               | Szezon  | Ligue 1        | Ligue 1        | Coupe de France | Coupe de France | Coupe de la Ligue | Coupe de la Ligue | UEFA  | UEFA | Egyéb | Egyéb | Össz. | Össz. |
| Csapat               | Szezon  | Meccs          | Gól            | Meccs           | Gól             | Meccs             | Gól               | Meccs | Gól  | Meccs | Gól   | Meccs | Gól   |
| -------------------- | ------- | -------------- | -------------- | --------------- | --------------- | ----------------- | ----------------- | ----- | ---- | ----- | ----- | ----- | ----- |
| Auxerre              | 1998–99 | 1              | 0              | 0               | 0               | 0                 | 0                 | 0     | 0    | 0     | 0     | 1     | 0     |
| Auxerre              | 1999–00 | 2              | 0              | 0               | 0               | 0                 | 0                 | 0     | 0    | 0     | 0     | 2     | 0     |
| Auxerre              | 2000–01 | 25             | 8              | 4               | 5               | 2                 | 1                 | 4     | 1    | 0     | 0     | 35    | 15    |
| Auxerre              | 2001–02 | 29             | 22             | 0               | 0               | 2                 | 2                 | 0     | 0    | 0     | 0     | 31    | 24    |
| Auxerre              | 2002–03 | 33             | 14             | 6               | 6               | 0                 | 0                 | 6     | 1    | 0     | 0     | 45    | 21    |
| Auxerre              | 2003–04 | 38             | 26             | 3               | 1               | 4                 | 1                 | 7     | 2    | 0     | 0     | 52    | 30    |
| Csapat               | Szezon  | Premier League | Premier League | FA-kupa         | FA-kupa         | Ligakupa          | Ligakupa          | UEFA  | UEFA | Egyéb | Egyéb | Össz. | Össz. |
| Csapat               | Szezon  | Meccs          | Gól            | Meccs           | Gól             | Meccs             | Gól               | Meccs | Gól  | Meccs | Gól   | Meccs | Gól   |
| Liverpool            | 2004–05 | 16             | 4              | 0               | 0               | 0                 | 0                 | 9     | 1    | 0     | 0     | 25    | 5     |
| Liverpool            | 2005–06 | 33             | 7              | 6               | 2               | 0                 | 0                 | 14    | 8    | 5     | 0     | 58    | 17    |
| Csapat               | Szezon  | Ligue 1        | Ligue 1        | Coupe de France | Coupe de France | Coupe de la Ligue | Coupe de la Ligue | UEFA  | UEFA | Egyéb | Egyéb | Össz. | Össz. |
| Csapat               | Szezon  | Meccs          | Gól            | Meccs           | Gól             | Meccs             | Gól               | Meccs | Gól  | Meccs | Gól   | Meccs | Gól   |
| Marseille (kölcsön)  | 2006–07 | 21             | 8              | 4               | 7               | 0                 | 0                 | 0     | 0    | 0     | 0     | 25    | 15    |
| Marseille            | 2007–08 | 35             | 16             | 3               | 2               | 2                 | 1                 | 10    | 3    | 0     | 0     | 50    | 22    |
| Marseille            | 2008–09 | 2              | 0              | 0               | 0               | 0                 | 0                 | 1     | 0    | 0     | 0     | 3     | 0     |
| Csapat               | Szezon  | Premier League | Premier League | FA-kupa         | FA-kupa         | Ligakupa          | Ligakupa          | UEFA  | UEFA | Egyéb | Egyéb | Össz. | Össz. |
| Csapat               | Szezon  | Meccs          | Gól            | Meccs           | Gól             | Meccs             | Gól               | Meccs | Gól  | Meccs | Gól   | Meccs | Gól   |
| Sunderland (kölcsön) | 2008–09 | 35             | 10             | 1               | 1               | 2                 | 0                 | 0     | 0    | 0     | 0     | 38    | 11    |
| Csapat               | Szezon  | Premier League | Premier League | Görög Kupa      | Görög Kupa      | ---               | ---               | UEFA  | UEFA | Egyéb | Egyéb | Össz. | Össz. |
| Csapat               | Szezon  | Meccs          | Gól            | Meccs           | Gól             | Meccs             | Gól               | Meccs | Gól  | Meccs | Gól   | Meccs | Gól   |
| Panathinaikósz       | 2009–10 | 28             | 23             | 6               | 1               | 0                 | 0                 | 12    | 5    | 0     | 0     | 46    | 29    |
| Panathinaikósz       | 2010–11 | 32             | 24             | 4               | 2               | 0                 | 0                 | 6     | 0    | 0     | 0     | 42    | 26    |
| Összesen             |         | 330            | 164            | 37              | 27              | 12                | 5                 | 68    | 19   | 5     | 0     | 452   | 215   |

### Válogatott
Statisztika